# 존 우타카
존 추쿠우디 우타카(영어: John Chukwudi Utaka, 1982년 1월 8일 ~ )는 나이지리아의 전 축구 선수로 포지션은 스트라이커였으며, 현재 몽펠리에 HSC의 유소년 코치이다. 그는 동료 프로 축구 선수 피터 우타카의 형이다.
우타카는 처음에는 이집트의 알아랍에서, 그 다음에는 이스마일리에서, 그리고 그 다음에는 카타르의 알사드에서, 랑스와 나중에는 프랑스의 렌에 합류하기 전까지, 3개 대륙의 여러 클럽에서 활약했다. 그는 2002년에 데뷔한 이후, 두 번의 FIFA 월드컵과 세 번의 아프리카 네이션스컵에서 나이지리아를 대표했다.
그의 경력 동안 그는 주로 페이시 윙어로 활용되어 팀의 역습 플레이 스타일에 매우 효과적인 요소가 되었다. 그는 존 우타카 축구 아카데미의 설립자이다.

## 구단 경력
우타카는 나이지리아의 에누구에서 태어났다. 그는 1998년에 처음 이집트로 이주하여 알아랍에 합류했고 그 후에는 이스마일리에 합류했다. 이스마일리에 있는 동안, 우타카는 현지 팬들과 컬트 지위를 얻었다. 그들은 경기 동안 "Oh Oh Oh Utaka, Oh Oh Oh Utaka"를 외치곤 했다. 그는 나중에 이집트의 감독으로 임명된 모흐센 살레의 지도 아래 모하메드 바라카트, 이슬람 엘샤터, 모하메드 살라 아보 그레이샤와 같은 선수들과 함께 경기를 했다.
그는 2001년에 카타르의 알사드에 100만 달러의 이적료로 입단했다. 이는 그가 한 시즌을 보낸 카타르에서 기록적인 이적료였다.
2002년, 그는 2005년 렌으로 이적한 프랑스의 랑스에 입단했다.
우타카는 렌에서의 활약을 시작할 때 인상적인 활약을 펼치려다 동료 공격수 알렉산더 프라이가 부상으로 빠진 틈을 타 돌파했다. 2006년 2월에는 랑스 전과 리옹 전에서 2경기 연속 해트트릭을 기록하며 《레키프》 이달의 선수상을 수상했다.
2017년 7월, 4군팀 CS 스당과 계약을 체결했다.

### 포츠머스
우타카는 2007년 7월, 포츠머스와 4년 계약을 맺고 약 700만 파운드의 이적료에 입단했다. 그는 2007년 8월 11일, 새로 승격된 더비 카운티와의 경기에서 첫 골을 넣었다. 몇몇 소식통에 의하면 그는 구단의 기록적인 사인이 되었다고 한다.
2008년 5월 17일, 포츠머스는 카디프 시티와의 FA컵 경기에서 1-0 승리를 거두었다. 우타카는 느왕쿼 카누의 결승골을 위해 크로스를 제공했다.
그는 2008-09 시즌을 부진하게 보냈지만, 2009년 6월 27일, 그는 적어도 한 시즌 더 클럽에 남을 것임을 확인했다.
우타카에게 지급되는 급여는 포츠머스의 재정 문제에 비추어 볼 때 화제가 되었는데, 통신사들은 그들의 재정적인 실수를 반영하여 우타카에게 주당 8만 파운드의 급여를 지급한다고 보도했다. 우타카는 그 수치의 3분의 1밖에 벌지 못했다고 주장하며 이러한 보도에 맹비난했다.
2010년 1월 23일, 그는 2-1로 이긴 선덜랜드와의 FA컵 4라운드 경기에서 두 골을 모두 득점했다.

## 국가대표팀 경력
우타카는 2014년까지 나이지리아 대표로 뛰었고 2002년 FIFA 월드컵에 참가했다. 그는 나이지리아가 3위를 차지한 2006년 아프리카 네이션스컵에서 나이지리아의 6경기 중 4경기를 선발로 출전했다. 그는 또한 2010년 FIFA 월드컵에 참가한 나이지리아 선수단의 일원이었다.